# Råsunda församling
Råsunda församling var en församling i Stockholms stift och i Solna kommun i Stockholms län. Församlingen återgick 2008 i Solna församling.

## Administrativ historik
Församlingen bildades den 1 januari 1963 genom en utbrytning ur Solna församling och utgjorde därefter till 2008 ett eget pastorat. Församlingen återgick den 1 januari 2008 i Solna församling.
När församlingen bildades hade den 35 927 invånare och omfattade en areal av 3,86 km² land.

## Areal
Råsunda församling omfattade den 1 januari 1976 en areal av 3,9 km², varav 3,9 km² land.

## Organister
| Ämbetstid | Namn | Levnadstid | Övrigt |  | 1963–1964 | Peter Plötze | Organist. |

## Kyrkobyggnader
- Råsunda kyrka